# Dimítrios Deligiánnis
Dimítrios Deligiánnis (grec moderne : Δημήτριος Δεληγιάννης, né en 1873, date de décès inconnue) était un coureur grec. Il a participé aux Jeux olympiques d'été de 1896 à Athènes. Il serait né à Stemnitsa, en Gortynie.
Il obtient sa qualification dans l'équipe grecque de marathon en terminant deuxième du premier marathon de préparation disputé le 10 mars 1896, quelques jours avant les Jeux.
Il est l'un des 17 athlètes à prendre le départ du marathon. Initialement classé septième, il est finalement reclassé sixième après la disqualification de Spyrídon Belókas. Son temps n'est pas connu.

## Palmarès

### Jeux olympiques d'été
- Jeux olympiques d'été de 1896 à Athènes
  - Sixième du marathon.